# Куцокрил бамбуковий
Куцокри́л бамбуковий (Locustella alfredi) — вид горобцеподібних птахів родини кобилочкових (Locustellidae). Мешкає в Східній і Центральній Африці. Вид названий на честь британського орнітолога Альфреда Ньютона.

## Підвиди
Виділяють два підвиди:
- L. a. kungwensis (Moreau, 1942) — південний схід ДР Конго, захід Танзанії і північний захід Замбії;
- L. a. alfredi (Hartlaub, 1890) — від південного сходу Південного Судану і заходу Ефіопії до північного сходу ДР Конго.

## Поширення і екологія
Ареал бамбукових куцокрилів дуже фрагментований. Вони локально поширені в Південному Судані, Ефіопії, Уганді, Демократичній Республіці Конго, Танзанії і Замбії. Бамбукові куцокрили живуть, як випливає з їх назви, у бамбукових заростях, а також у місцчевостях, порослих високою травою і густою рослинність, зокрема в тропічних лісах, на узліссях і галявинах, на висоті від 1200 до 2500 м над рівнем моря. В ДР Конго і Ефіопії вони зустрічаються в заболочених місцевостях по берегах річок, в саванах, порослих Combretum і Terminalia. Живляться комахами, яких шукають в густій траві, на висоті до 1,5 м над землею.